# Libavka Miquelova
Libavka Miquelova (Gaultheria pyroloides, syn. G. miqueliana) je druh stálezelené rostliny z čeledi vřesovcovité (Ericaceae). Je rozšířena v Japonsku, Sachalinu a na Aleutských a Kurilských ostrovech. Plody jsou červené bobule. I když plody jsou jedlé, jsou bez chuti. Druh je někdy pěstován jako okrasná rostlina.

## Popis
Keřík vysoký asi 30 cm. Listy lesklé, světle až středně-zelené, oválné celokrajné listy vejčité až obvejčité nebo eliptické, 1–4 cm dlouhé, žláznatě pilovité, naspodu roztroušeně hnědě žláznaté. Během zimy získají bronzový odstín, mladé letorosty jsou jemně chlupaté. Kvete od května do června bílými květy, květy zvonkovitě až kulovitě baňkovité, vonné, bílé, koruna 6 mm velká, kvete v malých úžlabních hroznech 2–6 cm dlouhých. Plody jsou nápadné, relativně velké, červené bobule, 1 cm v průměru.

## Pěstování
Rostliny vhodné pro začátečníky, nevyžadují zvláštní péči. Mají raději plné slunce, ale snesou polostín. Vyžadují propustnou, vlhkou, kyselou půdu (4.6 - 6.0 pH) , nejlépe promísenou s rašelinou. Dává přednost hlinité, kyselé půdě, ale snese bažinaté podmínky. Je mrazuvzdorná. K rostlinám je vhodné přidávat pro udržení kyselosti pravidelně rašelinu a pravidelně během léta zalévat. Rostliny jsou partenokarpické.

## Použití
Lze použít jako potravinu, obvykle přímo.

## Choroby a škůdci
Nejsou známi, obvykle chorobami netrpí.

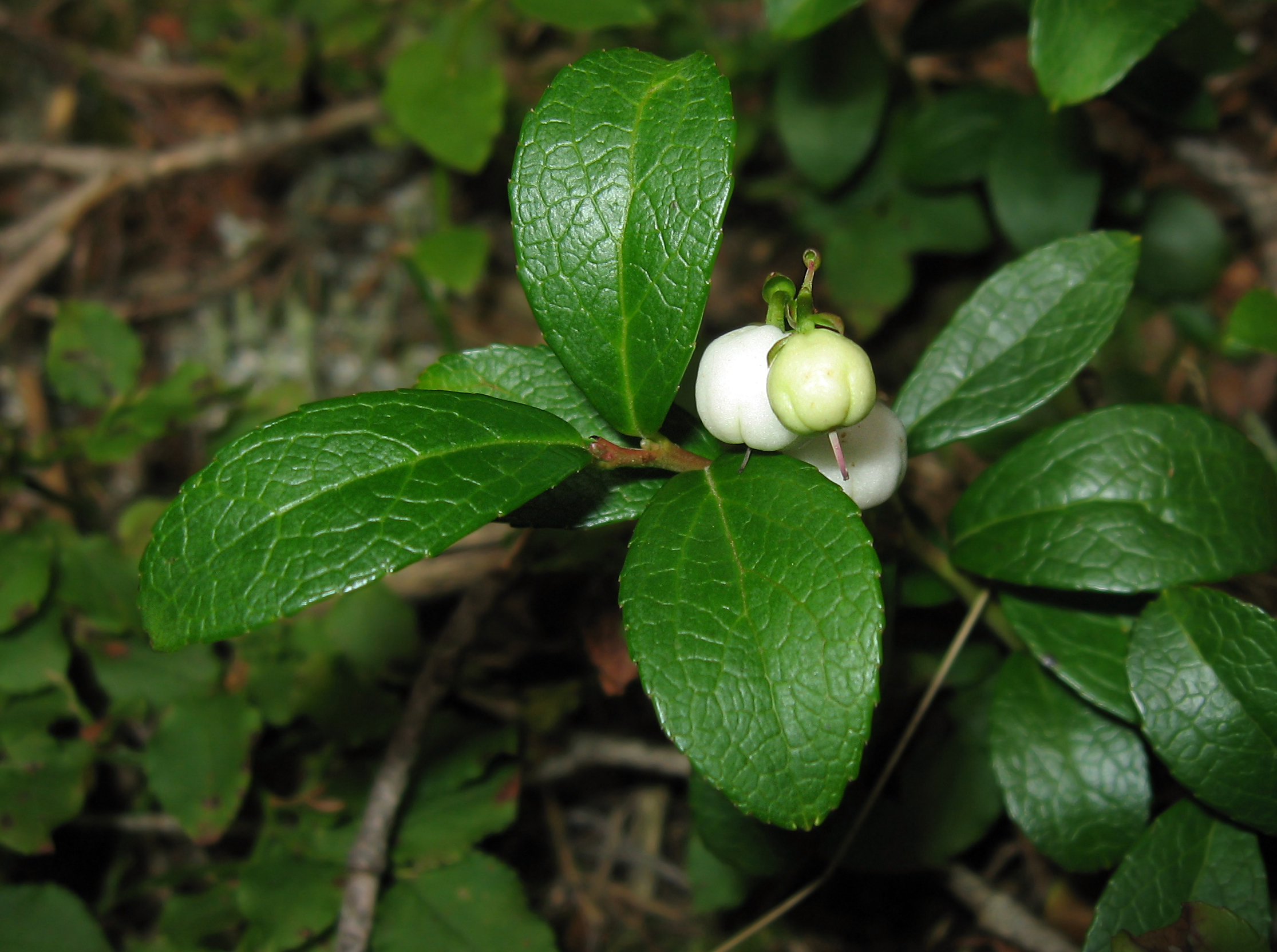
Detail listů a plodů
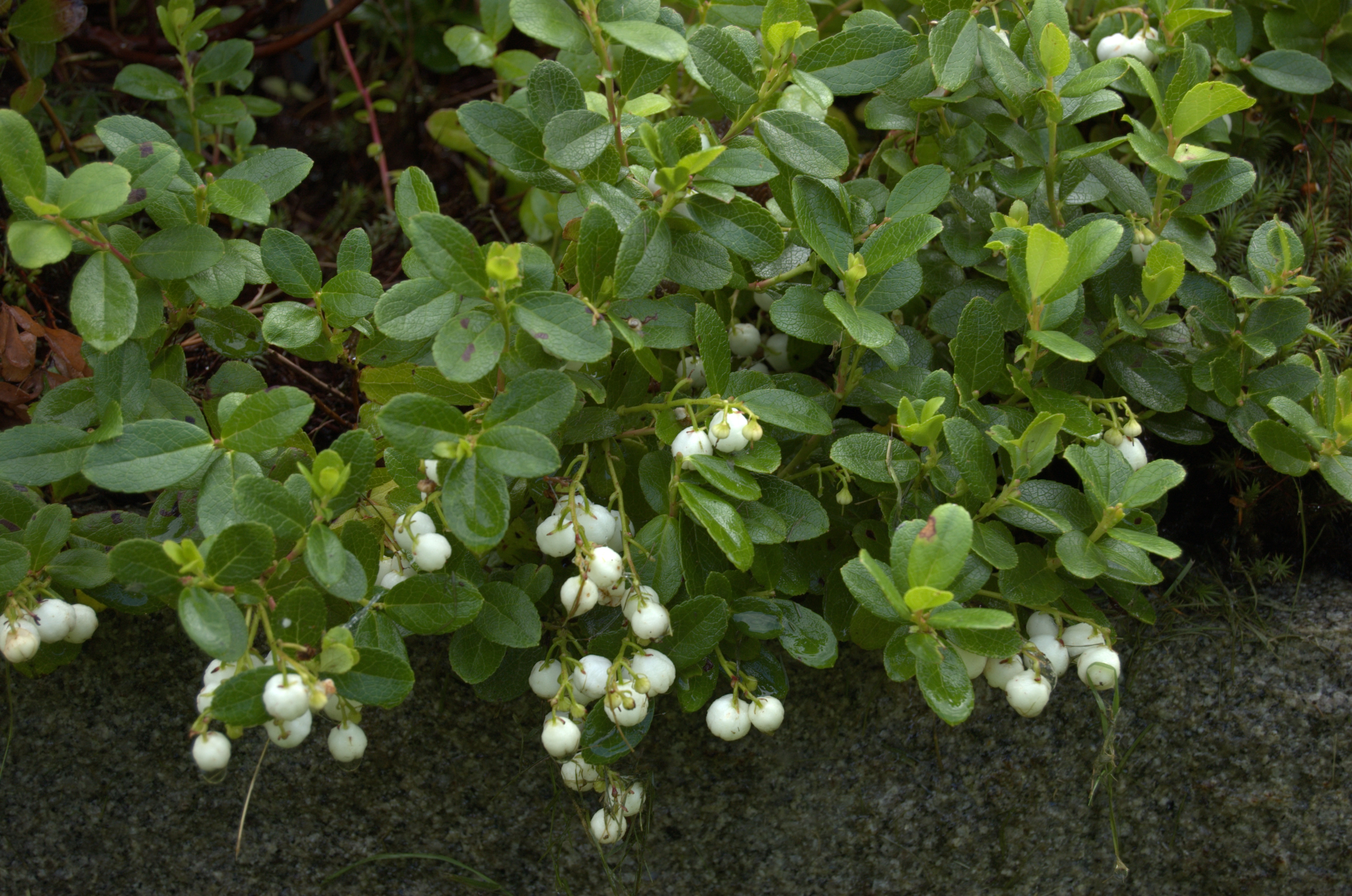
Gaultheria miqueliana, botanická zahrada Švédsko